# Deloitte (Nederland)
Deloitte is een organisatie in Nederland op het gebied van de financiële en zakelijke dienstverlening. Het is deel van de internationale Deloitte Touche Tohmatsu, en was voorheen bekend als Deloitte & Touche. Deloitte levert diensten op het gebied van accountancy, belastingadvies, consultancy, financieel advies en juridisch advies.

## Geschiedenis
Historisch gezien is de Nederlandse Accountants Maatschap (NAM) de belangrijke rechtsvoorganger van de huidige organisatie. Dit kantoor werd opgericht in 1955. In de jaren zestig en zeventig groeide de NAM in hoog tempo, met name door vele lokale fusies en overnames. Zo werd een uitgebreid landelijk netwerk van kantoren opgebouwd. In 1981 werd ook belastingadvies onderdeel van de snel groeiende organisatie, door een samenwerking met Begheyn & Sneep. Er was dan ook al een kleine organisatie-adviestak actief. Medio 1986 veranderde de naam in TRN Groep, om het belang van de internationale verbintenis met het kantoor Touche Ross te verduidelijken.
In 1988 volgde een fusie met de De Tombe / Melse Groep (TMG), eveneens een multidisciplinaire organisatie, met circa 700 personeelsleden. De TRN Groep zelf had er op dat moment ruim 2.000. De Tombe / Melse is ontstaan vanuit een oorspronkelijk in Leiden gestart accountantskantoor, reeds opgericht in 1902. Als gevolg van een internationaal samengaan veranderde de naam in 1992 in Deloitte & Touche. De organisaties van Touche Ross International en Deloitte Haskins & Sells hadden dan een wereldwijde verbintenis gerealiseerd, met als nieuwe naam Deloitte Touche Tohmatsu International.
De grootste fusie uit de geschiedenis van de Nederlandse organisatie vond plaats op 1 januari 1998, toen Deloitte & Touche fuseerde met de VB Groep, een op de overheids- en non-profitmarkt gespecialiseerde accountants- en adviesorganisatie. De VB Groep had toen bijna 1400 medewerkers. Door de fusie waren bij Deloitte & Touche dan 4800 mensen werkzaam. De jaaromzet groeide vervolgens naar circa ƒ 780 miljoen, om daarna binnen twee jaar door te groeien naar boven het miljard. Een nieuwe fusie met de zelfstandige consultancy-organisatie Bakkenist droeg daar ook in belangrijke mate aan bij.
Toen Andersen Nederland zich op 1 juni 2002 bij de organisatie voegde, werd Deloitte & Touche de grootste accountants-adviesorganisatie in Nederland. Andersen bracht ongeveer 1200 medewerkers met zich mee. Deloitte & Touche was vanaf dit moment naast een van de marktleiders in het midden- en kleinbedrijf en de public sector ook op de markt van grote en multinationale cliënten een van de grootste accountants-adviesorganisaties. De organisatie heeft tegenwoordig ruim 6000 medewerkers en kantoren door heel Nederland. In het najaar van 2003 werd de merknaam ingekort tot Deloitte.
In 2008 oordeelde het College van Beroep voor het bedrijfsleven dat Deloitte in de kwestie die later bekend zou worden als het Ahold Boekhoudschandaal "ernstig tekort was geschoten" in haar controlerende functie als accountant en een 'grote mate van passiviteit' had vertoond. De VEB besluit vier jaar later de procedure op te pakken. Toen pas was duidelijk geworden middels procesvoering door de Stichting Onderzoek Bedrijfs Informatie, SOBI, dat de Maatschap Deloitte Accountants moest worden aangesproken en niet Deloitte Accountants B.V.
Het accountskantoor Deloitte kreeg van de Autoriteit Financiële Markten de maximale boete inzake onder meer woningbouwcorporatie Vestia over de periode tot 2010. Op 16 juli diende Pieter Lakeman namens SOBI een tuchtrechtklacht in over de jaren 2008 en 2009.

## Deloitte Technology Fast 50
De Deloitte Technology Fast 50, kortweg Fast 50, is de jaarlijkse ranglijst van de 50 snelstgroeiende technologiebedrijven in Nederland. De selectie vindt plaats op basis van de percentuele omzetgroei over de afgelopen vijf jaar. Bedrijven die jonger zijn dan vijf jaar kunnen meedoen aan de Fast 50 verkiezing in de categorie Rising Stars. De Fast 50 verkiezing vindt jaarlijks plaats in 21 landen en wordt samengebracht in de Fast 500 Europa verkiezing.

## Affaires

### Tuchtklachten
Reeds in 1998 ontvingen accountants van het kantoor 3 berispingen van de tuchtrechter inzake hun betrokkenheid bij levensverzekeringsmaatschappij Vie d'Or.
Ook in de Ahold-fraudezaak kwam het tot een berisping van de controlerend accountant. Pieter Lakeman vermoedde malversaties bij de Argentijnse deelneming van het concern. In zijn boek : "Accountants in de fout", besteedde hij een heel hoofdstuk aan de accountants van AHOLD, die volgens Lakeman volledig op de hoogte waren van de side-letters. Het College van beroep voor het bedrijfsleven geeft op 11 september 2008 een individuele accountant van Deloitte op verzoek van SOBI in hoger beroep een berisping.
In 2012 pakt de VEB dit op met een rechtszaak tegen al de toenmalige maatschaphouders van Deloitte.SOBI was eerder niet ontvankelijk verklaard wegens een adresseringsfout. Ahold betaalde aandeelhouders eerder al 1,1 miljard dollar terug. Oud topman van Deloitte Roger Dassen kreeg een waarschuwing van de accountantskamer wegens misleiding. Op 22 september 2016 werd deze maatregel vernietigd door het CBb.

### Boete AFM
Op 15 februari 2012 legde de Autoriteit Financiële Markten (AFM) aan Deloitte Accountants B.V. (Deloitte) een bestuurlijke boete van € 54.450 op. In 2016 legde de AFM Deloitte een boete op van € 1,8 miljoen.

### InnoConcepts
Op vrijdag 13 maart 2015 kwam naar buiten dat curator Louis Deterink accountantsfirma Deloitte een groot deel van het boedeltekort bij InnoConcepts wil laten compenseren. Uiteindelijk werd er in december 2015 geschikt voor 18 miljoen.

### Vestia
Deloitte controleerde de jaarrekening van Vestia tot en met 2009. Na een tuchtklacht van Vestia, dat bijna ten onder ging aan een derivatenschandaal, kreeg de accountant Piet Klop een waarschuwing van het College van Beroep voor het bedrijfsleven. Vestia heeft een schadeclaim ingediend tegen zowel KPMG als Deloitte.

## Kantoren
Deloitte huisvest zich in aansprekende gebouwen. Vestigingen in Nederland zijn:
- Maastoren in Rotterdam
- De Haagsche Zwaan in Den Haag
- The Edge in Amsterdam
- Achmeatoren in Leeuwarden